# Judas (videojuego)
Judas es un próximo videojuego de disparos en primera persona desarrollado y publicado por Ghost Story Games. Es el primer videojuego del director Ken Levine desde Bioshock Infinite: Burial at Sea en 2014. Con fecha de estreno prevista con anterioridad a marzo de 2025, el juego se lanzará para Windows, PlayStation 5 y Xbox Series X y Series S.

## Trama
Judas tiene lugar en Mayflower, una arca interestelar que viaja por el espacio llevando los últimos restantes de la humanidad hacia Próxima Centauri. La nave es dirigida por tres individuos: Tom, quien desea preservar a la humanidad en su forma original; Nefertiti, su esposa ganadora del Premio Nobel que desea transformar a la humanidad en una raza de robots, libre de defectos; y su hija adoptiva, Hope, quien desea "borrarse" de la existencia. Las computadoras controlan toda la sociedad, incluyendo el preparar a los residentes humanos para ser ciudadanos modelo e informar sobre aquellos que se desvían del comportamiento esperado. El personaje principal del juego, Judas, ha sido capaz de liberarse de esa dirección, sus acciones llevan a una revolución a bordo del Mayflower.

## Desarrollo
Judas es el título debut de Ghost Story Games, un estudio fundado por Ken Levine en 2017. Su apertura se dio tras el cierre de Irrational Games, estudio que también fundó Levine y quién desarrolló la serie BioShock. El concepto del videojuego comenzó en 2014, cuando Levine habló y explicó ideas sobre las que le gustaría trabajar, durante la Game Developers Conference con "Legos narrativos", donde pueden alterar elementos de la historia, que pueden usar para hacer un juego muy reproducible, con múltiples resultados. Al año siguiente, Levine declaró que este videojuego sería de ciencia ficción y en primera persona, similar a la serie System Shock. También se citó el sistema Nemesis de Middle-earth: Shadow of Mordor como una de las inspiraciones. Levine además mencionó que el juego sería una experiencia más desafiante en comparación con BioShock y BioShock Infinite. A principios de 2022, Bloomberg News informó que el juego había caído en un infierno del desarrollo, y que el estilo de trabajo de Levine provocaba el agotamiento de los empleados. A fines del mismo año, en The Game Awards 2022, el juego se reveló con un tráiler y recibió una recepción positiva. Judas se lanzará en Microsoft Windows a través de la plataforma Steam y Epic Games. Take-Two Interactive, el propietario de Ghost Story, esperaba que el juego se lanzara a más tardar en marzo de 2025.

## enlaces externos
- Página web oficial

- Datos: Q115641623